# Francisco Bobbio
Francisco Bobbio (n. Santa Fe, circa 1880 - † Rosario, 17 de agosto de 1952) fue un maestro, comerciante y político argentino, intendente de la ciudad de Santa Fe entre 1937 y 1941.
Biografía

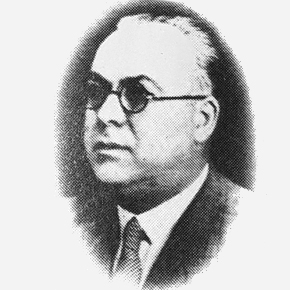

Durante muchos años fue maestro de Trabajo Manual en las localidades santafesinas de Esperanza, Helvecia y San Justo, ciudad donde se inició en el comercio, logrando con los años posicionarse en el ramo de las transacciones inmobiliarias en la ciudad de Santa Fe. En el orden comercial, estuvo dos veces en la presidencia de la Bolsa de Comercio y en la Comisión Directiva de la Sociedad Rural, además de integrar numerosas sociedades. En el orden político fue concejal, presidente del Hogar Propio Municipal, la Caja Municipal de Jubilaciones y Pensiones, y la Caja Municipal de Sanidad y Beneficencia, siendo su cargo más importante la intendencia de la ciudad de Santa Fe. Bobbio fue también vocal en el directorio del Banco Provincial, miembro de la Biblioteca Cosmopolita, presidente del directorio del diario La Mañana, y martillero de los bancos Español, Hipotecario Nacional, del Hogar Argentino y de la Nación Argentina.
En 1906 Bobbio se casó con María Luisa Angeloni, con quien tuviera varios hijos: María Luisa, María Leonor, Rosa, Manuel, Estela Lidia, Francisco, Juan Carlos, Jorge y Marcos Bobbio (este último fundaría en los años 60 el canal 13 Santa Fe de la Veracruz).
Entre 1937 y 1941, mientras gobernaba la provincia el dr. Manuel María de Iriondo, Francisco Bobbio debió enfrentar un difícil período financiero y económico como intendente de la capital santafesina, no obstante lo cual, estimuló el crecimiento de la ciudad construyendo distintas obras que llegaron hasta zonas lejanas de la ciudad y le significaron un notable progreso edilicio.
Francisco Bobbio falleció el 17 de agosto de 1952 a los 72 años en la ciudad de Rosario, siendo sepultado al día siguiente en el Cementerio Municipal de la ciudad de Santa Fe. Los medios de la época lo recuerdan como un hombre emprendedor, persuasivo, jovial y de trato educado.